# Пометув
Пометув (пол. Pomietów) — село в Польщі, у гміні Долиці Старгардського повіту Західнопоморського воєводства.
Населення — 130 осіб (2011).
У 1975—1998 роках село належало до Щецинського воєводства.

## Демографія
Демографічна структура станом на 31 березня 2011 року:
|          | Загалом | Допрацездатний вік | Працездатний вік | Постпрацездатний вік |
| -------- | ------- | ------------------ | ---------------- | -------------------- |
| Чоловіки | 72      | 11                 | 51               | 10                   |
| Жінки    | 58      | 10                 | 28               | 20                   |
| Разом    | 130     | 21                 | 79               | 30                   |